# Pierrefitte-ès-Bois
Pierrefitte-ès-Bois ist eine französische Gemeinde mit 286 Einwohnern (Stand: 1. Januar 2022) im Département Loiret in der Region Centre-Val de Loire. Sie gehört zum Arrondissement Montargis und ist Teil des Kantons Gien.

## Geografie
Pierrefitte-ès-Bois ist die südlichste Gemeinde des Départements Loiret. Sie liegt etwa 70 Kilometer südöstlich von Orléans am Fluss Bras, der auch Notreure genannt wird. Nachbargemeinden von Pierrefitte-ès-Bois sind Cernoy-en-Berry im Norden und Nordwesten, Châtillon-sur-Loire im Nordosten, Santranges im Osten, Sury-ès-Bois im Süden, Vailly-sur-Sauldre im Süden und Südwesten sowie Barlieu im Westen.

## Bevölkerungsentwicklung
| Jahr                       | 1962 | 1968 | 1975 | 1982 | 1990 | 1999 | 2006 | 2018 |
| Einwohner                  | 476  | 421  | 341  | 316  | 324  | 318  | 294  | 313  |
| Quellen: Cassini und INSEE |      |      |      |      |      |      |      |      |

## Sehenswürdigkeiten
- Kirche Saint-Amateur